# Спас Стефанов
Спас Станков Стефанов е български революционер, деец на Вътрешната македонска революционна организация.

## Биография
Роден е на 20 май 1900 година в босилеградското село Доганица или в скопското Любанци. Влиза в четата на Дафко Данаилов. Загива 16 юни 1927 година като четник на Кръстьо Лазаров при Дренък, Кумановско..